# Datus Hilarion Lega

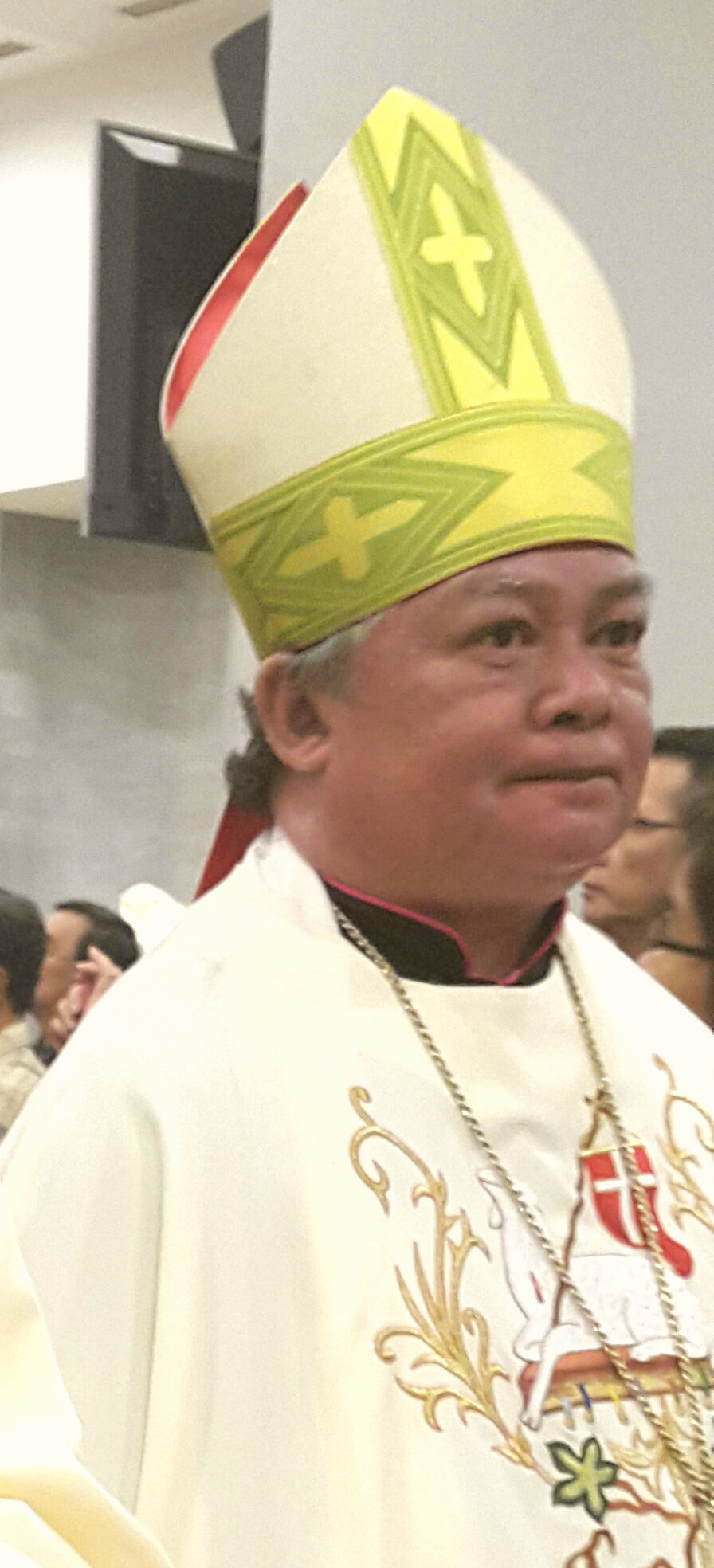
Datus Hilarion Lega, 2017

Datus Hilarion Lega (* 21. Oktober 1956 in Kupang) ist Bischof des indonesischen katholischen Bistums Manokwari-Sorong.

## Leben
Datus Hilarion Lega empfing am 15. Juni 1984 die Priesterweihe. Papst Johannes Paul II. ernannte ihn am 30. Juni 2003 zum Bischof von Manokwari-Sorong.
Die Bischofsweihe spendete ihm der Altbischof von Manokwari-Sorong, Francis Xavier Sudartanta Hadisumarta OCarm, am 7. September desselben Jahres; Mitkonsekratoren waren Julius Riyadi Kardinal Darmaatmadja SJ, Erzbischof von Jakarta und Militärbischof von Indonesien, und Jacobus Duivenvoorde MSC, Erzbischof von Merauke.